# Sciame di dicchi Kangaamiut
Lo sciame di dicchi Kangaamiut (Kangâmiut prima della riforma ortografica del 1973), è uno sciame di dicchi risalente a 2,04 miliardi di anni fa, situato nella regione della cittadina di Kangerlussuaq (Kangerdlugssuaq prima della riforma ortografica del 1973), nella parte occidentale della Groenlandia.
I dicchi tagliano gneiss dell'Archeano e sono esposti per circa 150 km lungo la costa, con altrettanti chilometri di distanza dalla calotta glaciale interna; si estendono su un'area di circa 18.000 km2. Lo sciame è delimitato a nord dalla zona di faglie Ikertooq 
(Ikertôq prima della riforma ortografica) risalente al Paleoproterozoico; a sud la riduzione della densità dei dicchi è graduale.